# Mina de Brancanes
A Mina de Brancanes é um antigo complexo mineiro situado nas imediações da aldeia de Santa Bárbara de Padrões, no concelho de Almodôvar, em Portugal.

## Descrição e história
Consistia numa mina de cobre filoniano, sendo uma das três explorações deste tipo no concelho de Almodôvar, em conjunto com as de Porteirinhos e de Barrigão. No local restaram algumas estruturas da antiga exploração mineira, como uma chaminé e poços.
Os depósitos mineiros de Brancanes foram primeiro aproveitados durante a época romana, de acordo com indícios encontrados no local. Foram depois exploradas nos finais do século XIX e princípios do XX. O local foi alvo de trabalhos arqueológicos em 1993 e 1999, em ambos os casos como parte da elaboração da Carta Arqueológica de Almodôvar.